# Re-Play
Re-Play is een Rotterdamse r&b-groep. De groep had hits met Ala day (Ik leef alleen voor jou) en Never nooit meer en werkte samen met Gordon.

## Biografie
De band Re-Play werd in 1994 in Rotterdam opgericht door Alwin Burke, Henk Waarde, Samuel de Wit en Mark Dakriet. Zij kenden elkaar van school en hadden in 1992 al eens samen meegedaan aan de Soundmixshow als The Pasadenas. Er worden ook twee singles opgenomen onder de naam 4 to Soul die in Duitsland worden uitgebracht, maar die bleven in Nederland onopgemerkt. In het begin zong de groep uitsluitend Engelstalig repertoire, maar tijdens een tour op Gran Canaria kwam Samuel de Wit op het idee om hun nummers in het Nederlands op te nemen toen hij Spaanstalige versies van nummers van Toni Braxton en Boyz II Men hoorde. Ze kregen veel positieve reacties vanwege de verstaanbaarheid en besloten definitief over te schakelen op Nederlandstalige r&b-nummers.
Eind 1996 bracht Re-Play hun eerste Nederlandstalige single Ik denk aan jou uit. Dit nummer kwam in februari 1997 in de tipparade. Met de opvolger Kijk om je heen, geproduceer door Rutger Kroese, had de groep in 1998 zijn eerste top 40-hit en in de zomer van dat jaar volgde de top 10-hit Ala day (Ik leef alleen voor jou). Datzelfde jaar verscheen ook het debuutalbum Re-Play. Het jaar daarop ging de groep een samenwerking aan met Gordon. Het duet Never nooit meer werd ingezonden voor het Nationaal Songfestival 1999, maar niet geselecteerd door de NOS. Desondanks werd besloten het nummer op single uit te brengen en met een top 5-notering werd het de grootste hit voor de Re-Play. Voor Gordon betekende het een comeback.
In 2000 stapte de groep van zijn kleine platenlabel Rhythm Records over naar Columbia Records van Sony. Zij brachten hun tweede album Schaakmat uit. Van dat album verschenen ook de singles Kom dan maar bij mij en Over. Het nummer Over zou in de film Costa! opgenomen worden, maar tot groot ongenoegen van de groep werd dat nummer op het laatste moment uit de film weggelaten. Het nummer verscheen echter wel op de soundtrack van Costa!. Hoewel het hitparadesucces na 2000 indutte, won de groep in 2001 en 2002 een TMF Award voor beste Nederlandse r&b-groep. In 2002 werd ook de samenwerking met Gordon weer terug opgepakt. Dit leverde de hits Weet dat ik van je hou en Zolang op en het succesvolle duetalbum Gordon & Re-Play (ook G&R genoemd).
Mark Dakriet maakte in 2003 in Evers staat op bekend dat hij per 2 mei dat jaar Re-Play ging verlaten voor een solocarrière. Op die dag werd Dakriet tijdens een afscheidsconcert in de Heineken Music Hall vervangen door de Amsterdamse zanger Mario Raadwijk, onder andere ex-lid van Sat-R-Day. Dakriet scoorde later dat jaar onder zijn voornaam Mark een hitje met Tegen beter weten in. Re-Play won dat jaar zijn derde TMF Award voor beste Nederlandse r&b-groep, samen met Gordon.
In 2004 verscheen Re-Plays verzamelalbum Vroeger voorbij - 10 jaar Re-Play, met daarop twee nieuwe nummers. Dat jaar won de groep door een groot optreden in Suriname veel populariteit, terwijl ze in Nederland wat naar de achtergrond verdwenen. In 2005 verliet de groep Columbia en richtten de leden hun eigen platenlabel Music Force op. Onder dat label begon de groep aan het album Op eigen benen, dat in 2006 verscheen. Tevens begon Re-Play dat jaar aan een theaterprogramma met de titel De trip. In dat programma zingt de groep bekende soul- en Motownnummers uit de muziekgeschiedenis. Dit wordt zo goed ontvangen, dat de groep in 2007 het album Dancing the night away uitbracht, met nummers uit hun theatertour.
Sinds 2015 treedt Re-Play weer op met Mark Dakriet. In 2019 stond de groep twee avonden in de Johan Cruijff ArenA tijdens de concerten van De Toppers. 
In september 2020 bracht Re-Play de single 'Casanova' uit, een Nederlandstalige versie van de 90's hit van Ultimate Kaos. De single is de titelsong van de romantische comedy Casanova's, dat zich in Rotterdam afspeelt, gedeeltelijk in de jaren 90.

## Bezetting
- Henk Waarde
- Samuel de Wit
- Mark Dakriet (tot 2003 en vanaf 2015)

### Ex-leden
- Mario Raadwijk (2003-2011)
- Alwin Burke (1994-2023)

## Discografie

### Albums
| Album met eventuele hitnotering(en) in de Nederlandse Album Top 100 | Datum van verschijnen | Datum van binnenkomst | Hoogste positie | Aantal weken | Opmerkingen |
| ------------------------------------------------------------------- | --------------------- | --------------------- | --------------- | ------------ | ----------- |
| Re-Play                                                             |                       | 8-8-1998              | 12              | 14           |             |
| Schaakmat                                                           |                       | 25-11-2000            | 26              | 36           |             |
| Gordon & Re-Play                                                    |                       | 30-11-2002            | 4               | 26           | met Gordon  |
| Vroeger voorbij                                                     |                       | 4-12-2004             | 73              | 7            |             |
| Op eigen benen                                                      |                       | 18-3-2006             | 43              | 4            |             |
| Dancing the night away                                              |                       | 28-4-2007             | 73              | 1            |             |

### Singles
| Single met eventuele hitnotering(en) in de Nederlandse Top 40 | Datum van verschijnen | Datum van binnenkomst | Hoogste positie | Aantal weken | Opmerkingen                              |
| ------------------------------------------------------------- | --------------------- | --------------------- | --------------- | ------------ | ---------------------------------------- |
| Ik denk aan jou                                               |                       | 8-2-1997              | tip             |              | ##57 in de Single Top 100                |
| Kijk om je heen                                               |                       | 10-1-1998             | 27              | 7            | #27 in de Single Top 100                 |
| Ala day (Ik leef alleen voor jou)                             |                       | 4-7-1998              | 10              | 10           | #13 in de Single Top 100                 |
| Kom terug                                                     |                       | 19-9-1998             | tip             |              | #82 in de Single Top 100                 |
| Never nooit meer                                              |                       | 24-4-1999             | 5               | 14           | #5 in de Single Top 100, met Gordon      |
| Kom dan maar bij mij                                          |                       | 11-11-2000            | 36              | 2            | #56 in de Single Top 100                 |
| Over                                                          |                       | 27-1-2001             | tip             |              | #64 in de Single Top 100                 |
| Weet dat ik van je hou                                        |                       | 19-1-2002             | 18              | 9            | #9 in de Single Top 100, met Gordon      |
| Niemand                                                       | 2000                  | 17-8-2002             | 40              | 2            | #24 in de Single Top 100                 |
| Zolang                                                        |                       | 7-12-2002             | 24              | 6            | #17 in de Single Top 100, met Gordon     |
| Ligt 't nou aan mij (Mi dreng kong tru)                       |                       | 28-2-2003             | tip             |              | met Gordon                               |
| Alles wat ik doe                                              |                       | 29-10-2005            |                 |              | #27 in de Single Top 100                 |
| Wat ga je doen (sang y'o go du)                               |                       | 18-3-2006             |                 |              | #46 in de Single Top 100,ft K-Liber4Life |
| Voelt zo goed                                                 |                       | 15-7-2006             |                 |              | #53 in de Single Top 100                 |